# Clauzadeana macula
Clauzadeana macula är en lavart som först beskrevs av Taylor, och fick sitt nu gällande namn av Coppins & Rambold. Clauzadeana macula ingår i släktet Clauzadeana och familjen Lecanoraceae.  Arten är reproducerande i Sverige. Inga underarter finns listade i Catalogue of Life.